# Lamarque (Gironda)
Lamarque es una comuna francesa situada en el departamento de Gironda, en la región de Nueva Aquitania.

## Demografía
| 636 | 742 | 771 | 810 | 893 | 954 | 1340 |
| Para los censos de 1962 a 1999 la población legal corresponde a la población sin duplicidades (Fuente: INSEE [Consultar]) |     |     |     |     |     |      |